# Naples Challenger 1992
Il Naples Challenger 1992 è stato un torneo di tennis facente parte della categoria ATP Challenger Series nell'ambito dell'ATP Challenger Series 1992. Il torneo si è giocato a Naples negli Stati Uniti dal 30 novembre al 6 dicembre 1992 su campi in terra rossa.

## Vincitori

### Singolare
Juan Gisbert Schultze ha battuto in finale  Karsten Braasch con il punteggio di 7–5, 1–6, 6–4

### Doppio
Todd Nelson /  Tobias Svantesson hanno battuto in finale  Mark Knowles /  Alex O'Brien con il punteggio di 2–6, 6–3, 6–4